# Лягушонок Кермит
Лягушонок Ке́рмит (англ. Kermit the Frog) — самая известная из кукол Маппет, созданных американским кукольником Джимом Хенсоном. Кермит выступал в качестве режиссёра и распорядителя «Ма́ппет-Шо́у» (англ. The Muppet Show) и появлялся во множестве других телепередач.

## Создание персонажа
Первый вариант куклы Кермита был создан из зеленого пальто, принадлежавшего матери Джима Хенсона, и двух мячей для пинг-понга, ставших глазами. Вначале Кермит был больше похож на ящерицу, но незадолго до выступлений на Улице Сезам стал лягушкой. Чтобы выглядеть более «лягушачьим», а также чтобы скрыть шов между головой и телом, ему был добавлен воротник.
Ходили слухи, что имя «Кермит» появилось из-за друга детства Хенсона, Кермита Скотта из Миссисипи. Однако Карен Фальк, глава Совета Директоров наследия Джима Хенсона, это категорически отрицает:
В то время „Кермит“ не было таким уж редким именем, и Джим Хенсон говорил, что лягушка не была названа в честь ребёнка из его начальной школы.

## Вымышленная биография
Для лягушонка Кермита была написана биография, как если бы он был настоящим живым артистом, а не кукольным персонажем. Согласно этой вымышленной биографии, он родился в Лиланде, штат Миссисипи , вместе с примерно 2353 братьями и сёстрами; однако в «интервью» 2011 года на шоу Эллен Дедженерес он заявил, что родом из болот Луизианы . 
Как показано в фильме 2002 года « Болотные годы Кермита» , в возрасте 12 лет он первым из своих братьев и сестёр покинул болото и стал одной из первых лягушек, заговоривших с людьми. В фильме показано, как он впервые встречает 12-летнего Джима Хенсона (которого играет Кристиан Кеббел).
Фоззи Медведь изображается как лучший друг Кермита — факт, который Кермит повторил в «Прежде чем ты прыгнешь» , — и их часто видели вместе во время скетчей в «Маппет-шоу» и в других медиа и товарах, связанных с Маппетами.

## Карьера
Кермит — один из ведущих персонажей «Ма́ппет-Шо́у», в котором выступал как режиссёр и распорядитель. Помимо Маппет-шоу, лягушонок был постоянным персонажем в кукольном шоу «Улица Сезам» и появлялся во множестве других телепередач, нередко как «живой» гость ток-шоу.
Появился на экране телевизора в 1955 году, и с того момента и до своей смерти в 1990 году его озвучивал сам Джим Хенсон. У Кермита характерный голос, нередко становившийся объектом пародий, и страсть к пению. Одна из исполненных им песен, Rainbow Connection, продержалась в American Top 40 семь недель и былa номинирована в 1979 году на Золотой глобус и Оскара.
Под именем лягушонка Кермита вышли две книги (одна из них — автобиография), он получил степень доктора honoris causa, и у него есть своя звезда на голливудской аллее славы.
Одной из последних работ Кермита является вышедший в декабре 2011 года в мировой прокат полнометражный фильм «Маппеты».

## В культуре
- Kermit — протокол передачи файлов для терминальных линий и модемной связи, названный в честь Кермита.
- Появляется в мультсериале «Гриффины» в серии «Deep Throats» (4x23) и в серии «Mother Tucker» (5x2).
- В честь Кермита назван один из самолётов Lockheed WP-3D охотников за ураганами (позывные — NOAA 42).
- У капитана Эда Мерсера в телесериале «Орвилл» есть игрушка лягушонка Кермита, который служит для него как пример позитивного миропонимания.
- Любимая игрушка Эрика Картмана, персонажа мульт-сериала «Южный парк» — лягушонок Клайд (пародия на лягушонка Кермита).